# Harriet Hultkrantz
Harriet Maria Kristina Hultkrantz, född Wennström 29 december 1909 i Badelunda församling, Västmanland, död 13 augusti 2005 i Örebro, var en svensk målare. 
Hon var dotter till köpman Oskar Wennström och Ester Nilsson och från 1931 gift med tandläkaren Birger Hultkrantz (1905–1989).
Hennes konstproduktion består av figurer, djur i naivistisk anda, stämningsfulla landskap från Örebro och Västkusten. 
Hon är representerad på Örebro läns museum, SE-Banken, Wermlandsbanken, Västerbottens, Värmlands och Örebro läns landsting, samt Stockholms Kulturrotel, Göteborgs kulturnämnd och flera sjukhus i Mellansverige.
Hultkrantz är begravd på Norra kyrkogården i Örebro.

### Fotnoter
1. ↑  https://runeberg.org/vemarvem/svea64/0395.html
2. ↑  Örebro läns museum
3. ↑  Konstsegment : en del av Örebro läns landstings konstinnehav, 1991, LIBRIS-ID:1282740, sid 153 och 169
4. ↑  SvenskaGravar